# نبرد خازر
نبرد خازر نبردی است که در روز عاشورای سال ۶۷ هجری (در پی قیام مختار ثقفی) بین سپاه مختار به فرماندهی ابراهیم بن مالک اشتر با سپاه امویان به فرماندهی عبیدالله بن زیاد در شرق موصل رخ داد و ابراهیم بن مالک اشتر نیز طبق توافقش با مختار حکومت موصل را به دست گرفت.
در این نبرد تلفات بسیار زیادی به هر دو لشکر به خصوص امویان وارد شد. همچنین از لشکر ابراهیم نیز تعداد زیادی زخمی و کشته شدند. در نبرد خازر شیعیان پیروز شدند.

## مبارزان
صفوف ارتش ۶۰۰۰۰ نفری عبیدالله از قبایل عرب اهل سوریه تشکیل شده بود و به همین دلیل در منابع قرون وسطی به عنوان جمع اهل شام (سپاه سوری‌ها) از آن یاد می‌شد. در آن زمان، طبق گزارشی که توسط مورخ قرن نهم، طبری، نقل شده است ، "ارتش خلیفه مروان از بنی کلب بود و فرمانده آنها ابن بحدل بود "، در حالی که "تمام قیس در جزیره بودند و از مخالفان مروان و خانواده مروان بودند". مورخ هیو کندی ادعا می‌کند که این "گزارش اغراق‌آمیز است" زیرا عبیدالله فرماندهانی را از قیس و یمن (که دومی تحت سلطه کلب بودند) استخدام می‌کرد، "اما به یک مشکل کلی" در مورد تأثیر رقابت قیسی-یمانی بر ارتش اموی اشاره دارد.

### علوی‌ها
نیروهای مختار از ارتش عبیدالله کوچکتر بودند، اما روحیه مردان او به دلیل پیروزی در کوفه و تمایلشان به انتقام حسین بن علی و توابین که مرگشان به عبیدالله نسبت داده شده بود بالا بود. گزارش مورخ عرب، ابو مخنف (متوفی ۷۷۴)، ارتش ابن اشتر را به عنوان یک نیروی سواره نظام ۲۰۰۰۰ نفری منظم توصیف می‌کند، در حالی که روایت مورخ معاصر سریانی ، جان بار پنکای ، این نیرو را به عنوان یک ارتش نامنظم متشکل از ۱۳۰۰۰ سرباز پیاده توصیف می‌کند. سربازان پیاده به عنوان شرطه (نیروهای برگزیده) مختار شناخته می‌شدند.
سپاهی که مختار به فرماندهی ابن اشتر فرستاد، عمدتاً از موالی (به معنای مولا ؛ موالی غیرعرب قبایل عرب) تشکیل شده بود. صفوف موالی تحت سلطه ایرانیان کوفه به رهبری ابوعمره کیسان بود؛ دومی، مولای یکی از مردان قبیله بجیله ، یا فرماندهی شرطه یا حراس (گارد شخصی) مختار را بر عهده داشت. اموی‌های فراری به ابن اشتر به برتری ایرانیان در سپاه مختار اشاره کردند. آنها شکایت داشتند که به ندرت کلمه‌ای عربی از سربازان مختار شنیده‌اند، چرا که آنها را برای مقابله با نیروهای نخبه ارتش اموی نامناسب می‌دانستند. به گفته مورخ قرن نهم ، دینوری ، ابن اشتر پاسخ داد که سربازان او «فرزندان جنگجویان شریف و روسای ایرانیان» هستند. سواران عرب نیز بخش قابل توجهی از نیروهای ابن اشتر را تشکیل می‌دادند و فرماندهان ارشد او نیز عرب بودند.

## نبرد
در اوایل اوت ۶۸۶، تمام نیروهای ابن اشتر به سمت شمال و به سمت رودخانه زاب پیشروی کردند تا جلوی پیشروی ارتش اموی به سمت عراق را بگیرند. ابن اشتر بدون تقسیم سواره نظام و پیاده نظام خود، پیشروی خود را به سمت شمال در نزدیکی اردوگاه اموی ادامه داد و نیروهای حمید بن حُریث کلبی ، یکی از فرماندهان عبیدالله، را به سمت خود کشید. سپس ابن اشتر نیروهای پیشرو خود را به فرماندهی طفیل بن لقیط برای تصرف روستای بریطه، در حدود ۲۴ کیلومتری شرق موصل، نزدیک سواحل رودخانه خازر ، شاخه‌ای از زاب، اعزام کرد. آنها در بریطه اردو زدند در حالی که عبیدالله و سربازانش پیشروی کرده و در همان نزدیکی اردو زدند. آن شب، عمیر بن حباب السلمی ، فرمانده جناح چپ عبیدالله، مخفیانه با ابن اشتر ملاقات کرد و به او پیوست و به او قول داد که او و گروه تحت سلطه قیسی‌هایش، به محض حمله نیروهای ابن اشتر به جناح چپ امویان، عبیدالله را در میانه نبرد رها خواهند کرد. سپس عمیر به اردوگاه امویان بازگشت، در حالی که ابن اشتر نگهبانان خود را برای بقیه شب به حالت آماده‌باش درآورد.
در سپیده دم، در ۶ آگوست، ابن اشتر افراد خود را بسیج کرد و گردان‌های خود را تشکیل داد. او سفیان بن یزید ازدی را به فرماندهی جناح راست، علی بن مالک الجوشمی را به فرماندهی جناح چپ، برادر ناتنی‌اش عبدالرحمن بن عبدالله را به فرماندهی سواره نظام و طفیل بن لقیط را به فرماندهی پیاده نظام منصوب کرد. از آنجا که سواره نظام بسیار کوچک بود، ابن اشتر آنها را در جناح راست نزدیک خود نگه داشت. هنگامی که نیروهایش پیاده به تپه‌ای مشرف به اردوگاه اموی رفتند، ابن اشتر یکی از سواران خود، عبدالله بن زهیر سلولی، را برای جمع‌آوری اطلاعات در مورد نیروهای عبیدالله فرستاد. سلولی با یکی از سربازان عبیدالله سخنانی رد و بدل کرد و با این خبر که بنی‌امیه در «حالت سردرگمی و پریشانی» هستند، نزد ابن اشتر بازگشت. سپس ابن اشتر به سربازان خود نگاهی انداخت و آنها را برای جهاد ( جنگ مقدس) علیه «قاتل حسین»، یعنی عبیدالله، گرد هم آورد.
وقتی ابن اشتر به موقعیت خود بازگشت، از اسب پیاده شد و امویان پیشروی کردند. فرماندهی جناح راست امویان بر عهده حصین بن نمیر و فرماندهی جناح چپ بر عهده عمیر بن حباب بود، در حالی که شرحبیل بن ذی الکلاع حمیری سواره نظام را رهبری می‌کرد. عبیدالله به همراه سربازان پیاده خود حرکت کرد. با نزدیک‌تر شدن خطوط نبرد، جناح راست حصین بن نمیر به جناح چپ جُشَمی حمله کرد. جُشَمی سقوط کرد و پسرش قُرّه و نگهبانان آنها نیز به دنبال او کشته شدند. در نتیجه، جناح چپ ابن اشتر به عقب رانده شد، اما آنها به فرماندهی عبدالله بن ورقاء سلولی خود را جمع کردند و به جناح راست ابن اشتر پیوستند. پس از آن، ابن اشتر جناح راست را به فرماندهی ازدی برای حمله به جناح چپ امویان هدایت کرد، به این امید که عمیر بن حباب به وعده خود عمل کند و طبق توافق عقب‌نشینی کند. با این حال، عمیر موضع خود را حفظ کرد و نبرد شدیدی درگرفت.
ابن اشتر به محض اینکه دید جناح چپ امویان محکم ایستاده است، تغییر مسیر داد و به سربازانش دستور داد تا به مرکز امویان حمله کنند، زیرا معتقد بود که اگر بتواند هسته اصلی ارتش امویان را پراکنده کند، جناح‌های راست و چپ آنها نیز پراکنده خواهند شد. ابن اشتر در این حمله شرکت کرد و گفته می‌شود که چندین سرباز امویان را به همراه یاران نزدیکش به قتل رساند. در بحبوحه درگیری‌های شدید، افراد زیادی از هر دو طرف کشته شدند و امویان شکست خوردند. عمیر بن حباب با مشاهده این شکست، به ابن اشتر اطلاع داد که آیا به اردوگاه او پناه می‌برد یا خیر. ابن اشتر به او گفت که دست نگه دارد زیرا می‌ترسد که افرادش در بحبوحه خشم خود به عمیر آسیب برسانند.
عبیدالله بن زیاد در جریان این حمله کشته شد، و گفته می‌شود ابن اشتر او را به قتل رسانده و طبق گزارش شخصی به نام ضحاک بن عبدالله المشراقی، «او را به دو نیم کرده، به طوری که پاهایش به سمت شرق و دستانش به سمت غرب رفته بود». در همان زمان، یک سرباز کوفی به نام شریک بن حضیر تغلبی به حصین بن نمیر حمله کرده و او را به اشتباه با عبیدالله کشته بود. شرحبیل بن ذی‌کلاع نیز کشته شد، همانطور که یکی دیگر از فرماندهان عبیدالله، ربیعه بن مخارق الغنوی، نیز کشته شد. سپاهیان ابن اشتر اردوگاه امویان را تصرف کردند و ارتش شکست خورده آنها را تا رودخانه تعقیب کردند. تعداد سربازان امویان که در رودخانه خازر غرق شدند، بیشتر از تعداد کشته شدگان در نبرد بود.

## پیامدها
مختار و حامیانش مرگ عبیدالله را به عنوان عدالتی برای نقش او در قتل حسین بن علی در کربلا در سال ۶۸۰ میلادی می‌دانستند. در نتیجه این نبرد، مختار کنترل موصل و مناطق اطراف آن را به دست گرفت، و ابن اشتر را به عنوان فرماندار موصل منصوب کرد. شکست بنی‌امیه، مانع بزرگی برای برنامه‌های عبدالملک برای استقرار اقتدار بنی‌امیه بر عراق بود.
دشمنی قیسی-یمانی پس از خازر شدت گرفت. قیسی‌های جزیره، به رهبری زُفَر، با شکست ارتش اموی که تحت سلطه رقبای کلبی و کِندی آنها بود، اعتماد به نفس پیدا کردند. موقعیت آنها با ورود عمیر بن حُباب و افراد قبیله سلیمی او تقویت شد. جدایی عمیر و افرادش در شکست ارتش عبیدالله نقش داشت. حمید بن حُریث، رئیس قبیله کلبی و یکی از بازماندگان اموی خازر، رهبری کلبی‌ها را در حملات و نبردهای ویرانگر تلافی‌جویانه با افراد قبیله قیسی عمیر و زُفَر در سال‌های پس از خازر بر عهده گرفت. تجاوزات عمیر به قبیله تغلب که قبلاً بی‌طرف بود، این قبیله را وادار کرد تا به عنوان بخشی از جناح یمانی به قبایل کلب، غسان ، لخم و کندی از سکون و سکاسک بپیوندد؛ قبایل مخالف قیسی شامل کلاب ، عُقیل ، بَهیلة و سُلَیم بودند.
بخت و اقبال مختار در اوایل سال ۶۸۷ میلادی به پایان رسید، زمانی که مصعب بن زبیر و اشراف کوفه ، وفاداران مختار را در نبردهای مضر و حرورا شکست دادند و کوفه را محاصره کردند. مختار و ۶۰۰۰ نفر از هوادارانش هنگامی که ارتش طرفدار زبیر سرانجام در آوریل ۶۸۷ به شهر حمله کرد، کشته شدند. ابن اشتر به همراه نیروهایش در موصل باقی ماند و پس از شکست مختار، به زبیریان پیوست. اگرچه ابن زبیر کنترل عراق را به دست گرفته بود، اما خیلی زود با شورش‌های خوارج در این استان و جاهای دیگر درگیر شد.
عبدالملک پس از شکست در خازر از تلاش‌های بیشتر برای فتح عراق دست کشید و در عوض بر جلب نظر رؤسای قبایل ناراضی در سراسر استان تمرکز کرد. عبدالملک تا سال ۶۹۰/۹۱ حمله بزرگی به عراق را آغاز نکرد و شخصاً رهبری ارتشی را بر عهده داشت که فرماندهی آن عمدتاً بر عهده خانواده خلیفه، از جمله پسران محمد بن مروان و یزید اول، خالد و عبدالله ، بود. تا آن زمان، بسیاری از اشراف عراق حاکمیت امویان را پذیرفته بودند و پس از پیروزی امویان در نبرد مسکین ، که در آن مصعب و ابن اشتر هر دو کشته شدند، حکومت امویان در عراق دوباره برقرار شد.